# Лиса Гора (фільм)
«Лиса Гора» (англ. The Hill of Hell) — український повнометражний фільм жахів, трилер, знятий режисером Романом Перфільєвим. Прем'єра трейлеру до фільму відбулась 12 січня 2017 року. Фільм розповідає про молоду пару, яка вирушає на Лису Гору, де колись зникла мати головної героїні.

## Сюжет
Багато років тому матір Маї зникла на Лисії Горі. З того часу дівчина втратила всіх друзів та залишилася самотньою. Її постійно переслідують нічні жахи. Згодом вона зрозуміла, що їй потрібно піти до Лисої Гори, щоб звільнитися від них. Зустрівши хлопця на ім'я Марк, який посварився зі своєю дівчиною, вона пропонує йому прогулянку до цього лісу. Вважаючи це лише місцем для фізичної близькості, він погоджується. Шлях до Лисої Гори був дуже довгим і саме місце було набагато більшим, ніж Мая його передбачала. Коли вони входять до лісу, Марк намагається доторкнутися до руки дівчини, проте вона жорстко відмовляється від жодних стосунків. Незабаром пара свариться і Мая благає Марка повернутися до міста. Проте Марк відмовляється і пропонує продовжити мандрівку. Прикинувшись хворою, Мая встигає обдурити Марка та втікає крізь хащі, але незабаром вона розуміє, що заблукала. Марк, який також заблукав, починає шукати дівчину та дорогу додому. Незабаром він зустрічає жінку на ім'я Єва, яка обіцяє допомогти йому знайти свою дівчину. Разом із нею Марк іде крізь хащі та розповідає про Маю. Несповідано Єва мовить, що вони ніколи не залишать Лису Гору, бо вона обіцяла допомогти знайти Маю, а не вихід із лісу. У той же час Мая зустрічає чоловіка на ім'я Авраам, який розповідає дівчині, що він є постійним відвідувачем парку й може їй допомогти. Мая вагається, проте погоджується отримати допомогу від незнайомця. Марк іде крізь хащі й починає бачити привидів. Йдучи разом з Авраамом, Мая поступово божеволіє. Дівчину переслідують привиди (зокрема її мати), але вона відмовляється залишити Авраама. Після кількох годин подорожі вони приходять до язичницького капища у центрі лісу, де Авраам розповідає Маї про громаду адептів віри у Велеса, якою він керує. Після цього чоловік дозволяє дівчині тікати. Незабаром Авраам також зустрічає Марка разом із Євою. Авраам розповідає хлопцю, що це його сестра, після чого б'є Марка і той втрачає свідомість. Мая зустрічає Єву і та бреше їй, що є лише відвідувачкою парку та рятується від маньяка, який убив її коханого та поранив їй обличчя (насправді рану зробив Авраам). Прямуючи за нею, дівчина також опиняється разом із Марком у полоні сектантів. Авраам змушує їх грати у гру «мисливець-жертва», відповідно до правил якої мисливець повинен вбити жертву сокирою, після чого він може залишити Лису Гору. Якщо переможе Мая, він обіцяє розповісти їй про мати. Мая, яка повністю збожеволіла, кілька разів бачить привиди Марка (кожного разу це лише її галюцинації). Згодом вона знаходить межу лісу, де зустрічає Марка. Хлопець пропонує їй втікати разом із ним, але дівчина вбиває його. Авраам каже, що мати Маї ніколи не зникала. Мая уважно дивиться на фото матері й бачить амулет, який є символом цієї секти. Авраам розповідає, що ця жінка була мало не головою їхньої громади, але залишила її через прелюбодію. Згодом вона зробила спробу повернутися до секти, але її злочин не було пробачено. Через це жінку було принесено в жертву, тобто її було вбито та втоплено у болоті. Тоді Мая вступає до громади, щоб зробити помсту. Секретно придбавши револьвер, вона нібито погоджується бути принесеною в жертву. Усі сектанти збираються біля болота, де вона вбиває Авраама та загрожує перестріляти решту, якщо вони не будуть виконувати її накази.

## У ролях
- Марія Моторна — Мая[1]
- Дмитро Симоненко — Марк
- Аніка Кін — Єва[2]
- Кирило Цуканов — Авраам
- Ганна Найдич — привид, сектантка, дівчина у білому
- Денис Яров — батько, відвідувач парку
- Леонід Чесноков — батько, сектант
- Катерина Артеменко — відвідувачка парку
- Стефанія Семенюк — дівчина у коричневому
- Дарина Аборіна — дівчина у зеленому
- Поліна Моторна — дівчинка з посланням
- Юлія Кривша — сектантка
- Олександр Кривша — сектант
- Катерина Соломаха — сектантка
- Елізабет Корен — сектантка
- Данієль Корен — сектант
- Дмитро Валігура — продавець зброї

## Виробництво
Кошторис фільму склав 10 тис. дол. Знімання фільму почались 15 вересня 2016 року в Києві і закінчились 7 листопада того ж року.

## Дубляж українською
Фільм знімався в оригіналі українською, але через низький рівень розмовної української більшості акторів для прокату фільм було повторно передубльовано на студії Tretyakoff Production / Cinema Sound Production. 

## Реліз
15 грудня 2017 року продюсери стрічки представили її на зимовому кіноринку Одеського кінофестивалю. Згодом стрічку вперше показали 30 травня 2018 року на позаконкурсному показі «Українські прем'єри» кінофестивалю «Молодість». Прем'єра на ТБ відбулася 6 вересня 2018 року на каналі «1+1». Прем'єра в українському обмеженому прокаті відбулася 4 жовтня 2018 року.